# قائمة زملاء الجمعية الملكية المنتخبين في 1903
هذه الصفحة تعرض قائمة زملاء الجمعية الملكية المُنتخبين لعام 1903.

## الزملاء
- John Edward Stead [الإنجليزية]‏
- ألفريد نورث وايتهيد
- Johnson Symington [الإنجليزية]‏
- إرنست رذرفورد
- وليام فيليب هيرن
- Arthur George Perkin [الإنجليزية]‏